# Пунджешть (комуна)
Пунджешть, Пунджешті (рум. Pungești) — комуна у повіті Васлуй в Румунії. До складу комуни входять такі села (дані про населення за 2002 рік):
- Армешоая (634 особи)
- Курсешть-Вале (302 особи)
- Курсешть-Дял (249 осіб)
- Пунджешть (939 осіб) — адміністративний центр комуни
- Рапша (37 осіб)
- Стежару (272 особи)
- Сіліштя (308 осіб)
- Топорешть (717 осіб)
- Хорділа

Комуна розташована на відстані 269 км на північ від Бухареста, 30 км на захід від Васлуя, 53 км на південь від Ясс.

## Населення
За даними перепису населення 2002 року у комуні проживали 3458 осіб.
Національний склад населення комуни:
| Національність | Кількість осіб | Відсоток |
| -------------- | -------------- | -------- |
| румуни         | 3296           | 95,3%    |
| цигани         | 162            | 4,7%     |

Рідною мовою назвали:
| Мова      | Кількість осіб | Відсоток |
| --------- | -------------- | -------- |
| румунська | 3409           | 98,6%    |
| циганська | 49             | 1,4%     |

Склад населення комуни за віросповіданням:
| Релігія       | Кількість осіб | Відсоток |
| ------------- | -------------- | -------- |
| православні   | 3376           | 97,6%    |
| п'ятдесятники | 43             | 1,2%     |
| бретрени      | 22             | 0,6%     |
| старообрядці  | 10             | 0,3%     |
| римо-католики | 5              | 0,1%     |
| адвентисти    | 1              | < 0,1%   |
| не релігійні  | 1              | < 0,1%   |